# Amazonemuisspecht
De amazonemuisspecht (Xiphorhynchus ocellatus) is een zangvogel uit de familie Furnariidae (ovenvogels).

## Verspreiding en leefgebied
Deze soort telt zeven ondersoorten:
- X. o. lineatocapilla: langs de Orinoco (Venezuela).
- X. o. beauperthuysii: van zuidoostelijk Colombia en zuidwestelijk Venezuela tot oostelijk Ecuador, noordoostelijk Peru en noordwestelijk Brazilië.
- X. o. perplexus: oostelijk Peru en westelijk Brazilië.
- X. o. ocellatus: noordelijk-centraal Brazilië bezuiden de Amazone.
- X. o. napensis: zuidoostelijk Colombia, oostelijk Ecuador en noordoostelijk Peru.
- X. o. chunchotambo (Tschudi's muisspecht): oostelijk Peru.
- X. o. brevirostris: zuidoostelijk Peru en noordoostelijk Bolivia.

## Status
Op de lijst van het IUCN zijn deze zeven ondersoorten opgesplitst in drie verschillende soorten: perplexus/ocellatus, beauperthuysii/lineatocapilla en chunchotambo/napensis/brevirostris. De populaties deze drie soorten zijn niet gekwantificeerd maar deze worden alle omschreven als vrij algemeen. Op de Rode lijst van de IUCN hebben deze drie soorten de status niet bedreigd.